# Kryterium Asów Polskich Lig Żużlowych im. Mieczysława Połukarda 2023
Kryterium Asów Polskich Lig Żużlowych im. Mieczysława Połukarda 2023 – 34. edycja turnieju żużlowego mającego na celu uczczenie pamięci Mieczysława Połukarda, który zginął tragicznie w 1985 roku.  Turniej zorganizowany 26 marca 2023 roku w Bydgoszczy wygrał Artiom Łaguta.

## Wyniki
- Bydgoszcz, 26 marca 2023
- NCD: Artiom Łaguta – 61,59 w wyścigu 13.
- Sędzia: Remigiusz Substyk

| Msc. | Zawodnik                   | Klub         | Pkt   |             |  |
| ---- | -------------------------- | ------------ | ----- | ----------- |  |
| 1    | Artiom Łaguta              | Wrocław      | 13    | (2,3,3,3,2) |  |
| 2    | Dominik Kubera             | Lublin       | 11+3  | (2,1,3,2,3) |  |
| 3    | Szymon Woźniak             | Gorzów Wlkp. | 11+2  | (3,2,3,3,0) |  |
| 4    | Kacper Woryna              | Częstochowa  | 11+1  | (1,1,3,3,3) |  |
| 5    | Nicki Pedersen             | Grudziądz    | 11+ns | (3,3,1,1,3) |  |
| 6    | Bartosz Zmarzlik           | Lublin       | 10    | (3,1,1,2,3) |  |
| 7    | David Bellego              | Bydgoszcz    | 7     | (2,0,0,3,2) |  |
| 8    | Andreas Lyager             | Bydgoszcz    | 7     | (0,3,1,2,1) |  |
| 9    | Jarosław Hampel            | Lublin       | 7     | (2,2,2,1,0) |  |
| 10   | Patryk Dudek               | Toruń        | 7     | (1,1,2,2,1) |  |
| 11   | Daniel Jeleniewski         | Bydgoszcz    | 6     | (0,3,1,d,2) |  |
| 12   | Wiktor Przyjemski          | Bydgoszcz    | 5     | (3,2,0,0,0) |  |
| 13   | Kenneth Bjerre             | Bydgoszcz    | 5     | (1,2,2,0,0) |  |
| 14   | Andžejs Ļebedevs           | Krosno       | 5     | (1,0,2,1,1) |  |
| 15   | Szymon Szlauderbach        | Bydgoszcz    | 2     | (0,0,0,0,2) |  |
| 16   | Benjamin Basso             | Bydgoszcz    | 2     | (0,0,0,1,1) |  |
|      | rez. Olivier Buszkiewicz   | Bydgoszcz    |       | (ns)        |  |
|      | rez. Krzysztof Lewandowski | Bydgoszcz    |       | (ns)        |  |

Bieg po biegu
1. [64,42] Zmarzlik, Kubera, Woryna, Lyager
2. [62,24] Pedersen, Łaguta, Dudek, Szlauderbach
3. [63,78] Przyjemski, Hampel, Lebiediew, Basso
4. [63,91] Woźniak, Bellego, Bjerre, Jeleniewski
5. [64,59] Pedersen, Bjerre, Zmarzlik, Basso
6. [63,36] Jeleniewski, Przyjemski, Woryna, Szlauderbach
7. [62,94] Łaguta, Hampel, Kubera, Bellego
8. [63,34] Lyager, Woźniak, Dudek, Lebiediew
9. [63,03] Woźniak, Hampel, Zmarzlik, Szlauderbach
10. [62,68] Woryna, Lebiediew, Pedersen, Bellego
11. [62,95] Kubera, Dudek, Jeleniewski, Basso
12. [62,21] Łaguta, Bjerre, Lyager, Przyjemski
13. [61,59] Łaguta, Zmarzlik, Lebiediew, Jeleniewski (d/4)
14. [62,63] Woryna, Dudek, Hampel, Bjerre
15. [63,01] Woźniak, Kubera, Pedersen, Przyjemski
16. [63,51] Bellego, Lyager, Basso, Szlauderbach
17. [63,24] Zmarzlik, Bellego, Dudek, Przyjemski
18. [62,83] Woryna, Łaguta, Basso, Woźniak
19. [63,65] Kubera, Szlauderbach, Lebiediew, Bjerre
20. [64,01] Pedersen, Jeleniewski, Lyager, Hampel

### Bieg dodatkowy o 2. miejsce
1. Kubera, Woźniak, Woryna, Pedersen (ns)